# سامر اسلم (۲۰۱۲)
سامر اسلم (۲۰۱۲) (به انگلیسی: SummerSlam (2012)) یک رویداد غیر رایگان (Pay-Per-View) در کشتی حرفه‌ای می‌باشد که توسط کمپانی دبلیودبلیوئی تهیه می‌شود و این دوره اش هم در ۱۹ اوت ۲۰۱۲ در استیپلز سنتر شهر لس‌آنجلس ایالت کالیفرنیا برگزار گردید. سامر اسلم امسال بیست و پنجمین سامراسلم سالانه و چهارمین آن در استیپلز سنتر بود. آهنگ رسمی این مسابقات هم «دونت گیو آپ» نام دارد که کوین رادولف آن را اجرا کرده.

## نتایج
| شماره                              | مسابقات                                                                                             | نوع مسابقه                                          | مدت زمان |
| ---------------------------------- | --------------------------------------------------------------------------------------------------- | --------------------------------------------------- | -------- |
| مسابقه آغازین سامراسلم (پیش نمایش) | آنتونیو سزارو (با همراهی آکسانا) پیروز در مقابل سانتینو مارلا (قهرمان کنونی)                        | مسابقه تک نفره برای قهرمانی کمربند ایالات متحده     | ۰۵:۰۸    |
| ۱                                  | کریس جریکو پیروز در مقابل دولف زیگلر (با همراهی ویکی گررو) با تسلیم (به انگلیسی: Submission)        | مسابقه تک نفره                                      | ۱۳:۰۵    |
| ۲                                  | دنیل براین پیروز در مقابل کین                                                                       | مسابقه تک نفره                                      | ۰۸:۰۲    |
| ۳                                  | د میز (قهرمان کنونی) پیروز در مقابل ری میستریو                                                      | مسابقه تک نفره برای قهرمانی کمربند بین قاره‌ای       | ۰۸:۰۹    |
| ۴                                  | شیمس (قهرمان کنونی) پیروز در مقابل آلبرتو دل ریو (با همراهی ریکاردو رودریگز)                        | مسابقه تک نفره برای قهرمانی کمربند سنگین وزن جهان   | ۱۱:۲۲    |
| ۵                                  | آرتروث و کوفی کینگستون (قهرمانان کنونی) پیروز در مقابل د پرایم تایم پلیرز (تایتوس اونیل و درن یانگ) | مسابقه تگ تیم برای قهرمانی کمربند تگ تیم            | ۰۷:۰۷    |
| ۶                                  | سی ام پانک (قهرمان کنونی) پیروز در مقابل جان سینا و بیگ شو                                          | مسابقه تریپل ترث برای قهرمانی کمربند دبلیو دبلیو ای | ۱۲:۳۴    |
| ۷                                  | براک لزنر (با همراهی پل هیمن) پیروز در مقابل تریپل ایچ با تسلیم (به انگلیسی: Submission)            | مسابقه تک نفره                                      | ۱۸:۴۹    |